# آن سكيلي
آن سكيلي (من مواليد 6 ديسمبر 1996) هي ممثلة أيرلندية ظهرت في تقبيل كانديس ،   ريد روك ،  ربيليون  و السيدات الصغيرات .  في عام 2018 ، تم ترشيحها لجائزة الأفلام والتلفزيون الأيرلندية  لأفضل ممثلة عن فيلم تقبيل كانديس .  

## فيلموغرافيا

### التلفاز
| سنة       | لقب             | دور            | ملاحظات              |
| --------- | --------------- | -------------- | -------------------- |
| 2015-2019 | ريد روك         | راشيل ريد      | دور أساسي            |
| 2016      | تمرد            | بيدي لامبرت    |                      |
| 2017      | ملعب            | هانا بايلور    |                      |
| 2017      | نساء صغيرات     | آني موفات      |                      |
| 2018      | الموت والعندليب | بيث وينترز     | دور أساسي            |
| 2018-2019 | الفايكنج        | سيدة Ethelfled | شخصية متكررة         |
| 2021      | نيفيرس          | كفارة أدير     | فريق التمثيل الرئيسي |

### الأفلام
| سنة  | لقب           | دور        | ملاحظات |
| ---- | ------------- | ---------- | ------- |
| 2017 | تقبيل كانديس  | كانديس     |         |
| 2019 | روز تلعب جولي | روز / ابنة |         |

## روابط خارجية
- آن سكيلي في قاعدة بيانات الأفلام على الإنترنت